# 20th Century Boy
20th Century Boy è un singolo del gruppo glam rock inglese T. Rex, pubblicato nel 1973 dalla EMI. Inizialmente il brano non venne inserito in alcun album della band, uscendo solo come singolo.

## Il singolo

### 20th Century Boy
20th Century Boy è stato registrato il 3 dicembre 1972 alla Toshiba Recording Studios di Tokyo, in Giappone in una sessione che andava dalle 15:00 all'1:30.
Quando i T.Rex sono rientrati in Inghilterra dal tour, sono stati accolti da cori, applausi, chitarra acustica e sassofoni.
La versione singola del brano sfuma a tre minuti e trentanove secondi, ma il master rivela che la canzone si concludeva praticamente dopo tre minuti esatti per un disturbo. La versione inedita si trova sugli album Bump 'n' Grind e Tanx.
I testi di 20th Century Boy sono, secondo Marc Bolan, tratte da citazioni di persone celebri come Muhammad Ali. Questo può essere colto tramite l'inserimento della frase "pungere come un'ape", che è tratto da uno dei discorsi di Ali del 1969.
Anche se il contenuto dei testi di molte canzoni di Marc Bolan è ambiguo, l'analisi delle registrazioni multi-tracce di 20th Century Boy rivela che la prima strofa della canzone sia "Gli amici dicono che va bene, gli amici dicono che è buono/Ognuno dice che è proprio come Robin Hood", e non, spesso citato erroneamente "…proprio come il rock 'n' roll".

### Free Angel
Free Angel è stato registrato durante la prima sessione per l'album Tanx, tra il 1° e il 4 agosto 1972. Il singolo è stato mixato per la pubblicazione agli Air Studios il 16 dicembre 1972.

### Pubblicazione
È stato pubblicato come singolo nel 1973 e ha raggiunto il nº 3 della classifica britannica. La canzone non fa parte di alcun album originale in studio, ma è stata inclusa come traccia bonus sulla ristampa dell'album Tanx del 1973.
In seguito è tornata nella top 20 del Regno Unito nel 1991, raggiungendo la posizione nº 13, quattordici anni dopo la morte di Bolan, quando è stato utilizzato in uno spot diretto da Chris Hartwill per la Levi's con Brad Pitt. Svolge un ruolo fondamentale sul manga di fantascienza 20th Century Boys.

## Tracce
Testi e musiche di Marc Bolan.
Lato A
1. 20th Century Boy

Lato B
1. Free Angel

## Formazione
- Marc Bolan - voce, chitarra
- Steve Currie - basso
- Howard Casey - sassofono
- Bill Legend - batteria
- Mickey Finn - battimani
- Sue and Sunny - coro

## Versione dei Def Leppard
Dalla sua uscita è stata oggetto di cover di artisti come Ty Segall, Adam Lambert, Bang Tango, Naked Raygun, Kiyoharu, Adam Ant, Drain STH, Chalk Circle, The Replacements, Girlschool, Pink Cream 69, R.E.M., The Three Johns, Scott Weiland, Placebo e Siouxsie and the Banshees. Inoltre è stata una cover dal vivo degli X Japan, che hanno suonato il brano in molti dei concerti precedenti, uno dei quali è stato utilizzato come B-side live per il singolo Kurenai del 1989. I Count Zero, un gruppo rock sperimentale con sede a Boston, hanno pubblicato una performance dal vivo del brano per il download sul loro sito web. La canzone è stata reinterpretata dai Bang Tango sull'EP dal vivo Ain't No Jive...Live!.
Il chitarrista di avant-garde metal Buckethead ha inoltre fatto una cover come omaggio nel 1998, Great Jewish Music: Marc Bolan. Il 29 settembre 2007, Moby si è aggiunto a Richard Barone sul palco per 20th Century Boy all'omaggio ai T. Rex al Central Park di New York, con Tony Visconti al basso. Il gruppo rockabilly inglese The Big Six ha registrato una versione per il film del 1998 The Truman Show.
Durante la loro breve apparizione nel film del 1998 Velvet Goldmine, i Placebo hanno eseguito questa canzone come band fittizia The Creatures Flaming. È apparsa anche come doppio lato A sul singolo You Don't Care About Us e nel loro album Covers. La band l'ha anche eseguita dal vivo ai BRIT Awards 1999 con David Bowie.
I Powerman 5000 hanno reinterpretato la canzone sull'album Copies, Clones & Replicants del 2011.
Una sezione leggermente diversa del brano, con l'aggiunta di un'arpa, è stata utilizzata in una pubblicità del whisky irlandese Jameson.

## Ulteriori apparizioni
La band giapponese Buck-Tick cita il coro nel singolo del 2001 singolo 21st Cherry Boy. I Fake?, altra band giapponese, hanno fatto una cover del brano dal vivo nel settembre 2013. Il programma televisivo Lip Sync Battle sul canale Spike usa la canzone come sigla di apertura, ed è stata presentata come di una sparatoria nella puntata pilota di La strana coppia.

## Classifiche

### Versione dei T. Rex
| Classifica (1973) | Posizione massima |
| ----------------- | ----------------- |
| Australia         | 57                |
| Francia           | 59                |
| Germania          | 8                 |
| Irlanda           | 1                 |
| Norvegia          | 9                 |
| Spagna            | 28                |
| Regno Unito       | 9                 |

| Classifica (1991-92) | Posizione massima |
| -------------------- | ----------------- |
| Finlandia            | 13                |
| Irlanda              | 8                 |
| Nuova Zelanda        | 9                 |
| Svezia               | 39                |
| Svizzera             | 27                |
| Regno Unito          | 13                |

### Versione dei Chalk Circl e
| Classifica (1987) | Massima posizione |
| ----------------- | ----------------- |
| Canada (Cancon)   | 9                 |
| Canada (RPM)      | 44                |